# Чиангмайский университет
Чиангмайский университет (тайск. มหาวิทยาลัยเชียงใหม่ англ. Chiang Mai University), сокращенно มช. или CMU — государственный исследовательский университет провинции Чиангмай. Университет, основанный в 1964 г., стал первым региональным университетом Таиланда и первым университетом, расположенным на севере Таиланда.

## История и современность
Чиангмайский университет был основан по государственному плану развития регионального образования, принятому в 1958 г. Главный кампус университета, расположенный на горах Дойсутхеп, был открыт 18 июня 1964 г. Сначала в состав университета входили 3 факультета — факультет естественных наук (คณะวิทยาศาสตร์), гуманитарный факультет (คณะมนุษยศาสตร์) и факультет социальных наук (คณะสังคมศาสตร์), а сейчас Чиангмайский университет состоит из 21 факультета, 1 школы, 3 колледжей и 3 институтов, расположенных на территории 14,2 кв.км. 4 кампусов. В 2018 г. учатся в университете более 35 000 учащихся (около 29 000 бакалавров, 5 000 магистрантов, 250 ординаторов и 1 400 аспирантов). Студентам предлагаются общежития, расположенные на территории всех кампусов.

## Факультеты
В состав университета входят более 20 факультетов. Эти факультеты и школы разделяются в 4 группах:

### Социально-гуманитарная группа
- Педагогический факультет (тайск. คณะศึกษาศาสตร์)
- Юридический факультет (тайск. คณะนิติศาสตร์)
- Факультет администрации бизнеса (тайск. คณะบริหารธุรกิจ)
- Факультет политологии и государственной администрации (тайск. คณะรัฐศาสตร์และรัฐประศาสนศาสตร์)
- Социологический факультет (тайск. คณะสังคมศาสตร์)
- Факультет массовых коммуникаций (тайск. คณะการสื่อสารมวลชน)
- Гуманитарный факультет (тайск. คณะมนุษยศาสตร์)
- Факультет изобразительного искусства (тайск. คณะวิจิตรศิลป์)
- Экономический факультет (тайск. คณะเศรษฐศาสตร์)
- Институт социологического исследования (тайск. สถาบันวิจัยสังคม)

### Естественно-технологическая группа
- Факультет естественных наук (тайск. คณะวิทยาศาสตร์)
- Факультет инженерии (тайск. คณะวิศวกรรมศาสตร์)
- Факультет архитектуры (тайск. คณะสถาปัตยกรรมศาสตร์)
- Факультет сельского хозяйства (тайск. คณะเกษตรศาสตร์)
- Факультет сельскохозяйственной промышленности (тайск. คณะอุตสาหกรรมเกษตร)
- Колледж искусства, СМИ и технологии (тайск. วิทยาลัยศิลปะ สื่อ และเทคโนโลยี)
- Институт наук о море и морского менеджмента (тайск. วิทยาลัยการศึกษาและการจัดการทางทะเล)
- Институт биомедицинской инженерии (тайск. สถาบันวิศวกรรมชีวการแพทย์)
- Исследовательский институт естественно-технологических наук (тайск. สถาบันวิจัยวิทยาศาสตร์และเทคโนโลยี)

### Группа наук о здоровье
- Медицинский факультет (тайск. คณะแพทยศาสตร์)
- Стоматологический факультет (тайск. คณะทันตแพทยศาสตร์)
- Фармацевтический факультет (тайск. คณะเภสัชศาสตร์)
- Факультет медсестринского образования (тайск. คณะพยาบาลศาสตร์)
- факультет медицинской техники (тайск. คณะเทคนิคการแพทย์)
- Факультет ветеринарии (тайск. คณะสัตวแพทยศาสตร์)
- факультет общественного здоровья (тайск. คณะสาธารณสุขศาสตร์)
- Исследовательский институт наук о здоровье (тайск. สถาบันวิจัยวิทยาศาสตร์สุขภาพ)

### Междисциплинная группа
- Международный институт цифровой инновации (тайск. วิทยาลัยนานาชาตินวัตกรรมดิจิทัล)
- Университетская высшая школа магистрантов и аспирантов (тайск. บัณฑิตวิทยาลัย)
- Институт иностранных языков (тайск. สถาบันภาษา)

## Международное сотрудничество
Университет предлагает прохождение стажировок, программы длительностью в один семестр и годовые программы всем иностранным учащимся и исследователям, интересующимся программами по обмену. Тайским и иностранным абитуриентам также предлагаются разные программы бакалавриата, магистратуры и аспирантуры и на тайском и на английском языках.

## Рейтинг и известность

### Рейтинги
Занимает лидирующие места среди таиландских вузов в национальных и международных рейтингах:
- По версии Time Higher Education в 2018 г. Чиангмайский университет занимает 5-е место среди таиландских вузов, 201—250-е место среди азиатских вузов и 801—1000-е место среди мировых вузов[9].
- По версии QS Top Universities в 2018 г. Чиангмайский университет занимает 4-е место среди таиландских вузов, 112-е место среди азиатских вузов и 651—700-е место среди мировых вузов[10].